# Redouane Saïdi
Redouane Saidi, né le 13 mai 1971, est un joueur de handball, ancien international algérien.

## Parcours
- 1990 -1995 MC Alger
- 1995 - 1996 MM Batna
- 1996-1998 MC Alger
- 1998-2000 Ahly Djeda l'Arabie Saoudite
- 2000-2002  MC Alger

- 2002-2003 Étoile sportive du Sahel
- 2003-2007 Châteauneuf (Nationale 1)[2]
- 2007 Salon-de-Provence (Nationale 1)[3]

## Palmarès

### avec les Clubs
- Ligue des champions d'Afrique : 1995  (avec  MM Batna)
- Supercoupe d'Afrique : Finaliste: 1996 (avec  MM Batna)
- Championnat de Tunisie (1) : 2003 (avec   Étoile sportive du Sahel)

### avec l'Équipe d'Algérie
Jeux olympiques
- 10e place aux  Jeux olympiques de 1996[4]

Championnats du monde
- 16e place au championnat du monde 1995 ( Islande)
- 17e place au championnat du monde 1997 ( Japon)
- 15e place au championnat du monde 1999 ( Égypte)
- 13e place au championnat du monde 2001 ( France)
- 18e place au championnat du monde 2003 ( Portugal)

Championnat du monde junior
- 14e place du Championnat du monde junior 1989 ( Espagne)

Championnat d'Afrique
- Médaille d'or au championnat d'Afrique 1996 ( Bénin)
- Finaliste du Championnat d'Afrique 1994 ( Tunisie)
- Médaille d'argent au championnat d'Afrique 2000 ( Algérie)

Championnat d'Afrique junior
- Vainqueur du Championnat d'Afrique junior 1988 ( Tunisie)

#### Autres
- Médaille d'or aux Jeux Africains 1999
- Médaille d'argent aux Jeux africains de 1991
- 7e place aux Jeux Méditerranéens 2001 ( Tunisie)